# Heinrich Maier

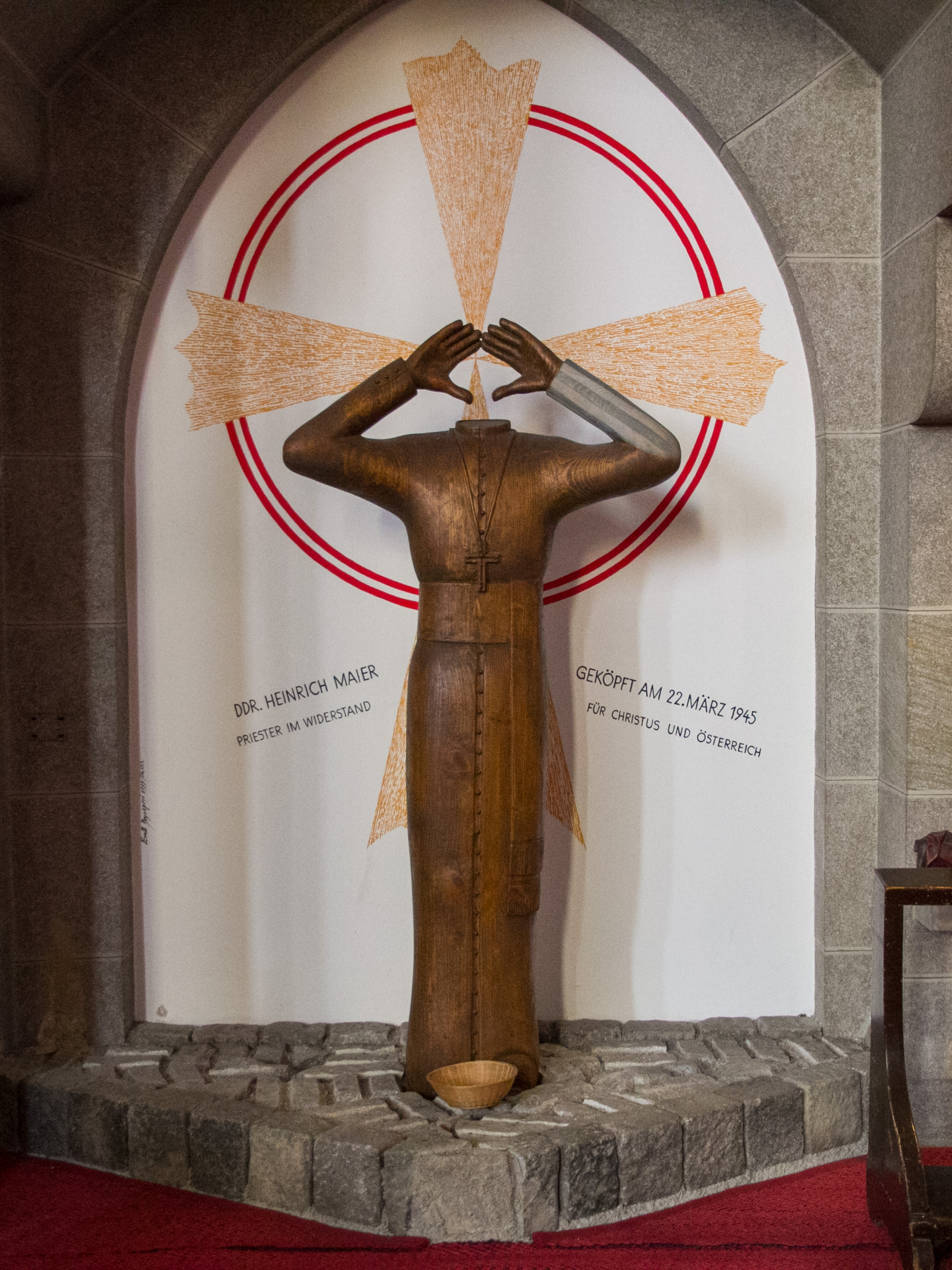
symbolická socha popraveného Dr. Maiera

Heinrich Maier, (16. února 1908, Groß-Weikersdorf – 22. března 1945, Vídeň) byl rakouský římskokatolický kněz, pedagog, filosof, odpůrce nacistické ideologie, klíčová postava vídeňské křesťansko-konzervativní buňky rakouského hnutí odporu proti národnímu socialismu a proti násilnému připojení Rakouska k Třetí říši.
Spoluorganizoval špionáž pro americkou výzvědnou službu s cílem přispět k rychlé porážce nacistického Německa a co nejdřívějšímu ukončení válečného krveprolévání. Jeho odbojová skupina se připravovala na konec druhé světové války informováním rakouské veřejnosti o vývoji na bojištích a o představách na poválečnou obnovu samostatného Rakouska. Veškerou politickou a odbojovou činnost uskutečňoval Heinrich Maier ve vědomém rozporu s pokyny rakouských církevních představených, kteří požadovali, aby se kněží věnovali pouze pastorační péči o věřící, zraněné a pozůstalé.
Skupina byla prozrazena a kompletně zatčena v únoru a březnu 1944. Heinrich Maier byl pravděpodobně posledním z patnácti odsouzenců, kteří byli popraveni 22. března 1944 ve Vídni těsně před jejím osvobozením.

## Mládí, studium, kněžská služba

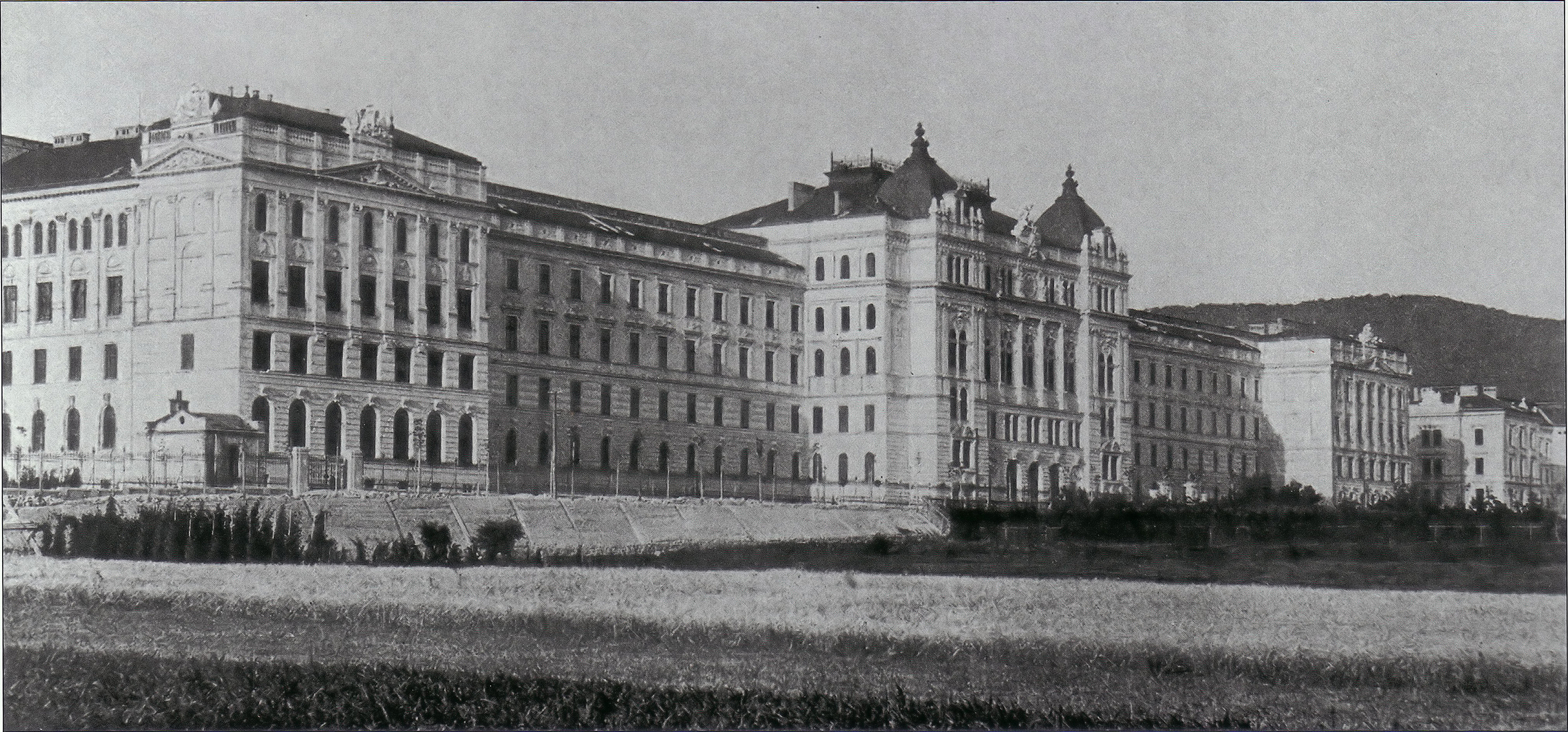
Vyšší průmyslová škola v Mödlingu, 1904

Heinrich Maier se narodil 16. února 1908 v chudobných poměrech v malebném vinařském kraji severozápadně od Vídně v městečku Groß-Weikersdorf (současný pravopis Großweikersdorf) ve spolkové zemi Dolní Rakousy. Jeho otec byl původně zaměstnán u k. a k. říšských drah. Jeho matka Katharina, za svobodna Giugno, pocházela z jižní, italsky hovořící části mocnářství. Heinrich navštěvoval humanitní gymnázia v St. Pölten v Dolním Rakousku a v Leobenu (Lubno) ve Štýrsku. Po maturitě vstoupil do kněžského semináře ve Vídni a studoval bohosloví na katolické fakultě Vídeňské univerzity. V roce 1928 vážně onemocněl jiný rakouský bohoslovec vybraný ke studiu v Římě a Heinrich Maier nastoupil na jeho místo na studia filosofie na Papežské univerzitě Gregoriana. Studoval scholastickou filosofii společně s pozdějším vídeňským arcibiskupem a kardinálem Franzem Königem. Studium zakončil 1930 titulem doktora filozofie s vyznamenáním. Ve své dizertaci se mj. zabýval vztahem církve a státu. Po návratu z Říma pokračoval ve studiu teologie na Vídeňské univerzitě. Doktor Maier byl vysvěcen na kněze dne 24. července 1932 ve vídeňském dómu Svatého Štěpána (Stephansdom).
Maier působil jako duchovní ve farnostech Schwarzau im Steinfeld a Reichenau an der Rax jižně od Vídně. Obce Reichenau a sousední Gloggnitz byly v meziválečném období vyhlášenými letovisky vzdělané vídeňské společnosti, takže Maier se mohl seznámit s řadou významných osobností. Maier působil jako vyučující a duchovní na největší rakouské průmyslové škole v Mödlingu jižně od Vídně. Od roku 1935 vykonával službu kaplana ve farnosti Gersthof v 18. městském obvodu Währing v severozápadní části Vídně.
Proslul jako obratný řečník. V letech 1936 až 1938 podnikl studijní cesty po Francii, Itálii a Švýcarsku. Zajímal se o umění a politiku.
Mladý kněz záhy rozpoznal, jaké nebezpečí hrozí jak mládeži, tak celému Rakousku ze strany totalitní ideologie národního socialismu. Horlivě vyučoval na reálném gymnáziu Alberta Velikého v 18. obvodu. Mládež byla nadšena jeho přednesem, osobností a přátelstvím. S chlapci hrál kopanou a byl členem rakouských skautů.

## Motivace
Po připojení Rakouska k Třetí říši („anšlus“) v roce 1938 národní socialisté výuku náboženství zakázali. Maier odmítl nabídku exilu ve Švýcarsku. Začal opět studovat na teologické fakultě a roku 1942 na ní získal druhý doktorát, tentokrát z oboru teologie (literatura L1).
Současně také vedl čilý společenský a politický život. Jeho fara se brzy stala místem setkávání intelektuálů i umělců. S nacistickou ideologií ani násilným anšlusem své milované vlasti se nesmířil. Hitlera a jeho soudruhy nazýval velmi odvážnými slovy jako „usmrkanec“ a „strašáci do zelí“ (narážka na splývavé kožené kabáty gestapa).

## Odbojová skupina
Od května 1940 navazoval kontakty s různými skupinami protinacistického odboje v Německu a Rakousku: s berlínským předákem křesťanských odborů Jakobem Kaiserem, který byl po válce ministrem prosazujícím jednotu neutrálního Německa jako mostu mezi východním a západním blokem, s korutanským křesťanským politikem Felixem Hurdesem, poválečným zakladatelem rakouské Lidové strany a ministrem školství, s vedoucím rakouských ilegálních křesťanských odborů Loisem Weinbergerem, se sociálně demokratickým právníkem Adolfem Schärfem, poválečným rakouským prezidentem, i s předválečným sociálně demokratickým starostou Vídně Karlem Seitzem.

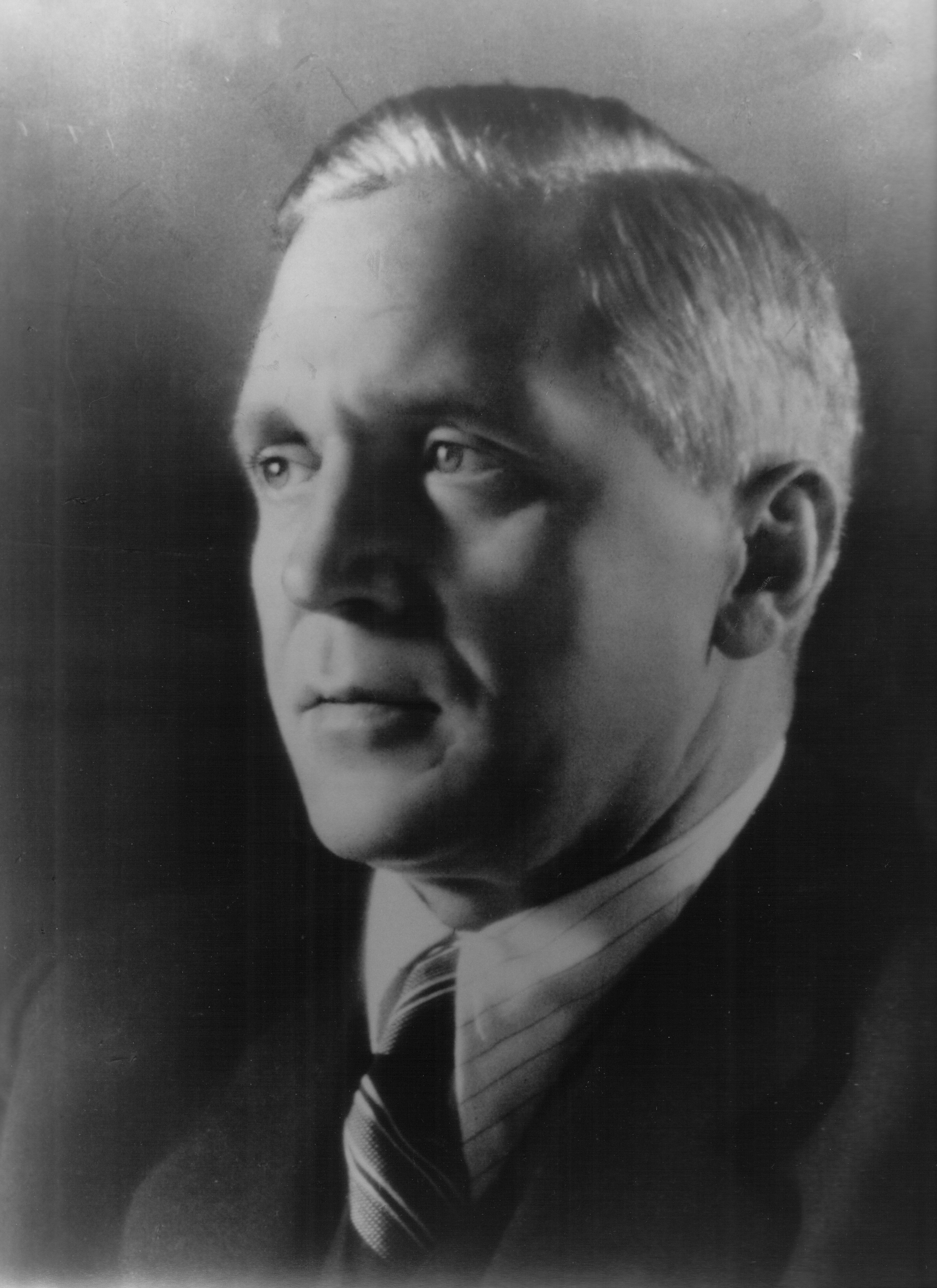
Dr. Franz Josef Messner, ředitel Semperit Werke

V roce 1942 vybudoval Heinrich Maier „snad nejpřínosnější samostatnou skupinu rakouského hnutí odporu“ (Fritz Molden, literatura L2). Nejdůležitější její osobou byl Franz Josef Messner, úspěšný rakouský obchodník se zámořským zbožím (káva, bavlna), od roku 1931 brazilský občan, pověřený rakouskou bankou v roce 1936 jako krizový manažer a roku 1937 jmenovaný generálním ředitelem gumárenských podniků Semperit Werke se sídlem ve Vídni. Bydlel v Hasenauerstraße, jen několik ulic od fary Gersthof. Z titulu svého postavení mohl cestovat do Německa, do obsazených zemí, kde měla firma pobočky (Belgie, Francie, Polsko, Slovensko, Maďarsko, Rumunsko), i do neutrálních zemí, tj. do Švýcarska (Bern) a Turecka (Istanbul). Podobnou volnost pohybu s významným přínosem ilegální skupinu měla koncertní pianistka Barbara Issakides. Při svých cestách do Bernu navázala kontakt s americkou zpravodajskou službou OSS a potom sloužila jako kurýr. K členům skupiny patřil také aktivní tyrolský policista Andreas Hofer, pravnuk a jmenovec legendárního Andrease Hofera, vůdce tyrolské domobrany proti Francouzům z doby napoleonských válek. Lesní inženýr a invalida Walter Caldonazzi, také původem z jižního Tyrolska, vybudoval se svým otcem a Andreasem Hoferem ilegální monarchisticko-separatistickou skupinu v počtu 200 až 400 členů.

## Úspěchy skupiny
Kaplan Maier byl v kontaktu s Messnerem od roku 1936. Již v létě 1942 skupina předala Britům a Sovětům memorandum o společenských, vojenských a hospodářských poměrech a cílech nového Rakouska. Skupina dokázala pravidelně dodávat Spojencům přesné plány a přehledy druhu a rozsahu výroby zbrojních podniků. Od skupiny pocházely informace o součástech do letadel Messerschmitt či plány oceláren. Součástí skic a map bylo i vyznačení obytných čtvrtí, aby docházelo k co nejmenšímu utrpení civilního obyvatelstva a předcházelo se ničení podniků civilního užití potřebných pro rychlou poválečnou obnovu země. Skupina Maier-Messner-Caldonazzi zjistila a předala zprávy o umístění vývojového střediska raket V1/V2 v Peenemünde včetně přesných výkresů rakety V2.
Nejpozději v září 1943 poskytla OSS skupina Maier-Messner-Caldonazzi informace o výrobě těžkých tanků PKW VI - Tiger, které umožnily nálety na jejich výrobu v Kasselu a také informace o leteckých podnicích firmy Messerschmidt.
Ředitel Semperitu Dr. Messner zjistil od zaměstnanců podniku Buna v Osvětimi a jako první předal Spojencům informace o masovém vraždění Židů v sousedním koncentračním táboře Auschwitz-Birkenau. Zprávy byly tak otřesné, že jim nejprve nikdo nedokázal uvěřit.
Člen skupiny Josef Wyhnal, student medicíny, zajistil skupině odporu injekce, způsobující několikatýdenní horečky, které pomáhaly brancům vyhnout se při odvodech vojenské službě a tím odvelení na frontu. Další členové skupiny připravovali mapy pro útěk francouzských zajatců.
Skupina chtěla působit také na domácí obyvatelstvo. Rozšiřovala letáky s informacemi o vývoji na bojištích a o svých představách o uspořádání samostatného poválečného Rakouska. Jejich monarchisticky-konzervativní přesvědčení se promítlo v představě státního útvaru zahrnujícího jak Jižní Tyrolsko, které bylo roku 1918 zabráno Itálií (což bylo potvrzeno smlouvou ze Saint-Germain), tak Bavorsko.
Seznam členů skupiny je např. zde.  

## Prozrazení a zatčení
Na činnost skupiny a tisk letáků byly potřebné finance. Jejich předání americkou zpravodajskou službou v Budapešti předznamenalo prozrazení a skončení činnosti skupiny.
Skupina byla prozrazena a kompletně zatčena v únoru a březnu 1944 úspěšnou kontrašpionážní operací referátu III F Abwehrstelle Praha, provedenou českým agentem židovského původu Bedřichem Lauferem (GV1283, GV 1p), který se jako obchodník naboural do kurýrních linek mezi okupovaným Československem, Rakouskem a Maďarskem a pobočkami exilových a západních zpravodajských služeb v Bělehradě a později v Istanbulu.
Činnost skupiny byla po určitou dobu sledována říšskou tajnou státní policií (gestapo), aby se zjistilo co nejvíc jejích kontaktů. Dr. Maier byl zatčen 28. března po ranní mši v sakristii kostela sv. Leopolda. Messner, Caldonazzi, Wyhnal a další členové skupiny byli zatčeni v následujících dnech. Gersthofská farnost organizovala návštěvy svého kaplana ve vyšetřovací vazbě. Také jej zásobovala potravinami z vlastních přídělů, o které se Maier dále dělil se svými spoluvězni. Vyšetřování gestapa zahrnovalo kruté týrání – v  soudních spisech označované jako „intenzivní dotazování“ (eindringliche Befragungen) a „zostřené výslechy“ (verschärfte Vernehmungen). Maier se snažil vzít veškerou vinu na sebe, případně odklonit na Messnera, kterého - jak se domníval - chránilo před nejvyšším trestem jeho občanství neutrální země, tj. Brazílie. Jako mimořádně bystrý taktik se snažil poskytovat takové informace, které již byly vyšetřovatelům víceméně známy, a informace o osobách, které již byly zatčeny. Gestapo tajně sledovalo motáky vězněných a podvrhovalo falešné. Jako věřící také Maier procházel své svědomí a připravoval se na nevyhnutelnou smrt. Vyšetřovací spisy sice shořely při požáru archivu gestapa 5. dubna 1945, ale hodnověrné informace pocházejí od spoluvězňů, justičních zaměstnanců a katolického duchovního Eduarda Köcka a evangelického kněze Hanse Riegera, kteří měli v rámci své duchovní služby přístup k obviněným (viz Rieger, literatura).

## Rozsudek, věznění
Členové skupiny byli v září 1944 předáni gestapem Lidovému soudu ve Vídni a 28. října 1944 odsouzeni za přípravu velezrady, rozvrat morálky branné moci, za styk s nepřítelem a za směrování jeho vzdušných sil na zbrojní závody. Součástí rozsudku bylo odejmutí občanských práv a akademických titulů, podobně jako asi 200 (nejčastěji židovským) absolventům univerzity. Rozsudek smrti nebyl bezprostředně vykonán, ale odsouzení byli převezeni v listopadu 1944 do koncentračních táborů (Maier a Messner do koncentračního tábora Mauthausen), kde se jejich věznitelé řadu měsíců snažili opakovaným mučením z nich vynutit další doznání.

## Poprava a osvobození Vídně

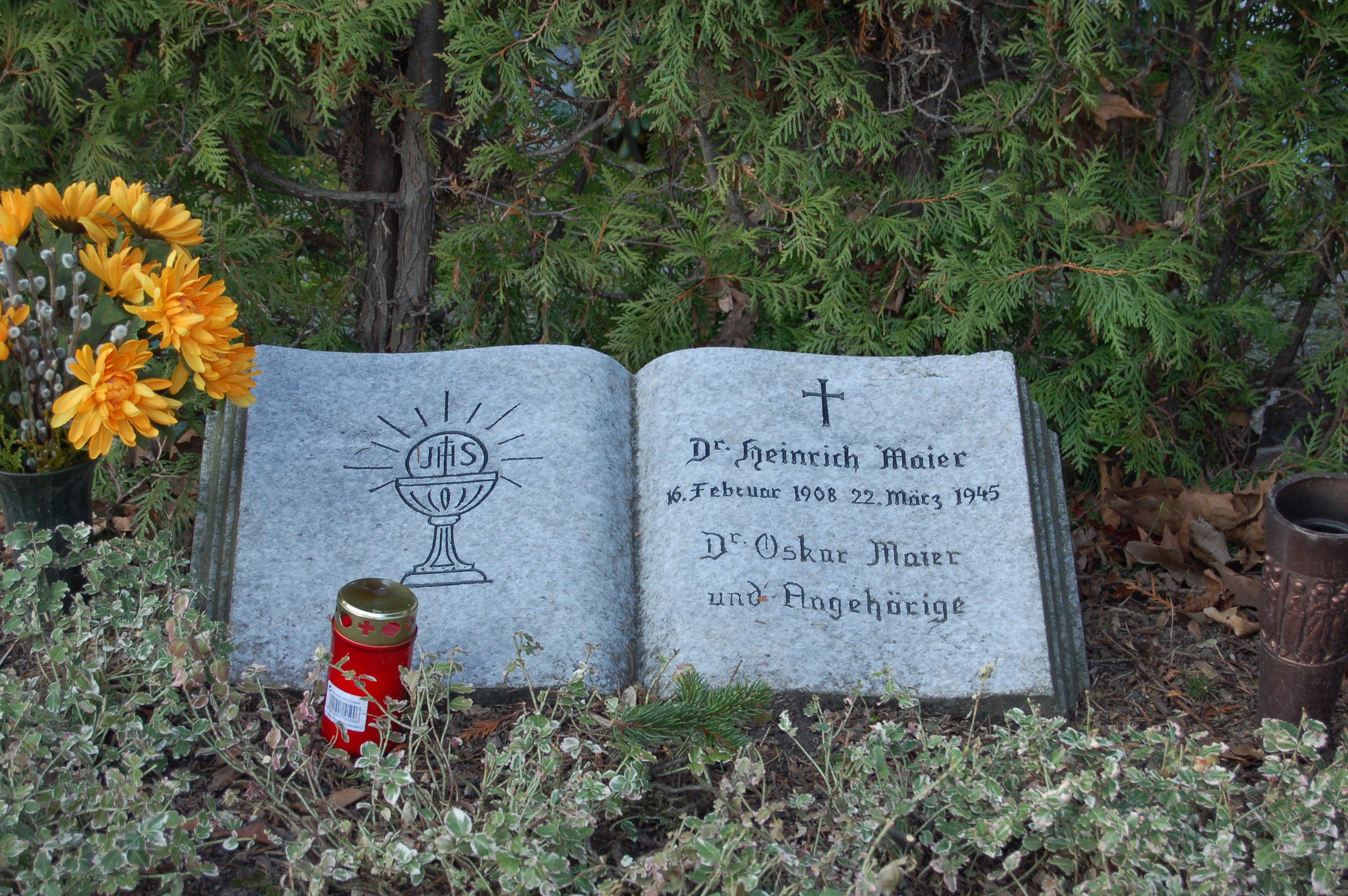
Náhrobní kámen Dr. Heinricha Maiera, hřbitov Neustift ve Vídni, stav 2009

Maier „zestárlý nejméně o deset let a velmi nemocný“ byl v lednu 1945 převezen z KZ Mauthausen opět do vyšetřoven gestapa ve Vídni. Někdy v té době snad směl Maier odsloužit pod dohledem gestapa svou poslední mši.
Dr. Heinrich Maier patřil společně s dalšími dvěma členy své skupiny (Josef Wyhnal, Hermann Kleppel) 22. března 1945 k posledním patnácti civilním popraveným ve Vídni, Maier nejspíše jako poslední z nich. Byl popraven stětím v  budově vídeňského Zemského soudu. Jeho posledními slovy bylo: „Ať žije Kristus, Král! Ať žije Rakousko!“
To se stalo v době, kdy Spojenci již zlikvidovali leteckými nálety (USAF) průmyslové podniky pro válečnou výrobu zejména na jižním předměstí Vídně. Vídeňská operace Rudé armády byla sice zahájena 16. března, bývalou říšskou hranici však překročily sovětské tankové jednotky teprve 29. března, tedy týden po Maierově popravě. Vídeň byla zcela dobyta až 13. dubna 1945.
Idea Heinricha Maiera zabránit zničení rakouské infrastruktury potřebné pro poválečný život a ušetření obětí a utrpení civilního obyvatelstva se v tomto období protnula jednak se snahou důstojníků německé armády vyhlásit Vídeň za „otevřené město“ podle článku 25 Haagské úmluvy (což bylo zamítnuto gauleiterem Vídně Baldurem von Schirach), jednak s následným tajným vyjednáváním pověřenců velitele obrany města generála von Bünau (prozrazení důstojníci byli ovšem válečným soudem ještě 8. dubna popraveni oběšením) a především aktivitami domácích skupin odporu (konzervativních křesťanských demokratů, sociálních demokratů i komunistů) jejichž klíčové osobnosti se již dostaly z koncentračních táborů, vězení a domácí internace, a důstojníků armády dlouhodobě zapojených v hnutí odporu. Bohužel Heinrich Maier a nikdo z jeho odbojové skupiny už u toho nebyl.
Další hlavní člen skupiny Walter Caldonazzi byl popraven již 9. ledna 1945 ve Vídni. Andreas Hofer byl zastřelen 15. dubna 1945 ve věznici Stein bei Krems a Franz Josef Messner byl usmrcen teprve 23. dubna 1945 v plynové komoře koncentračního tábora Mauthausen.

## Ohlas v literatuře

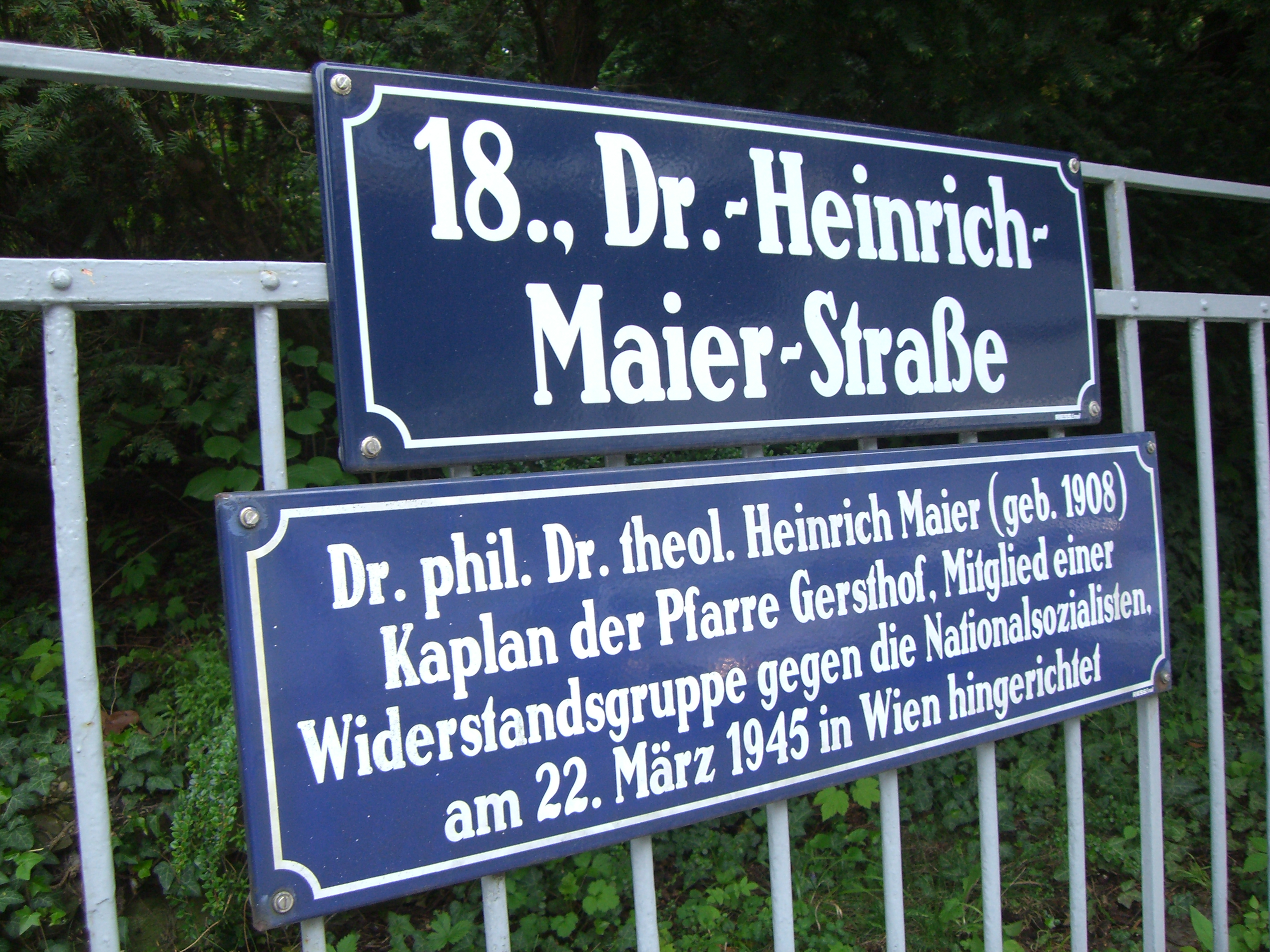
Maierova ulice v 18. městském obvodu Vídně

```
Teprve v roce 2021 vyšla neobvyklá kniha 
Vězeň číslo 2959 – život Heinricha Maiera, muže Božího a nezlomného bojovníka proti nacismu
 (literatura L5). V dobře čtivé předmluvě autor 
Bernhard Kreutner
 vysvětluje čtenáři, jakým způsobem se postupně dostával do myšlenkového světa vězněného kaplana Maiera. Dílo vychází z
 
pečlivého průzkumu archivních dokumentů. První část líčí románovou formou období od Maierova zatčení přes výslechy a jeho analýzy situace a taktiky, mučení a
 
Maierova drobná vítězství, pobyt v
 
koncentračním táboře až po jeho odsouzení a
 
popravu. V
 
druhé části autor analyzuje příčiny úspěšného zmatení Němců i Rakušanů národně socialistickou ideologií a příčiny anšlusu. Následuje obsáhlý doslov Michaela Köhlmeiera. Kniha je doplněna rozsáhlými odkazy na literaturu a archivy a stručným Maierovým životopisem. Jedna z
 
recenzí knihy reflektuje v
 
ní osvětlené důvody sebestylizací Rakušanů do role nacistické oběti a poválečné mlčení rakouské veřejnosti o
 
osobě Heinricha Maiera.
[
6
]
```

## Pocty
Hned v roce 1945 byla po Heinrichu Maierovi pojmenována ulice v 18. vídeňském obvodu Währing.
Ve vídeňském Votivním chrámu bylo roku 1970 osazeno barevné okno s námětem scény z koncentračního tábora Mauthausen. Trestanec žehnající po zakázané svátosti smíření vedle schodů smrti je symbolickou představou výtvarného umělce. Maier byl po celou dobu pobytu držen v táborové věznici, převážně v samovazbě.
V kostele sv. Leopolda v Gersthofu je umístěna symbolická socha "Kopfloser Rufer".
Gerald Spitzner složil na jeho počest Heinrich Maier Oratorium pro dva sbory, sóla a orchestr, poprvé uvedené 1995 na nádvoří Vídeňského Zemského soudu.